# Schausia mantatisi
Schausia mantatisi là một loài bướm đêm trong họ Noctuidae.